# Гидрографическая съёмка
Гидрографическая съёмка — процесс сбора информации о водных объектах для нужд мореплавания, морской геологии и морского строительства. Данные, полученные в ходе съёмки в большинстве случаев геореференцированы (то есть имеют географические координаты заданной степени точности); но также могут иметь описательный характер. Целью исследования могут быть любые физические поля Мирового Океана - поле глубин (Батиметрическая съёмка), магнитное поле (Магнитная съёмка), гравитационное поле (Гравиметрическая съёмка) и проч., в т.ч. поля, традиционно изучаемые, например, гидрологией и её разделами. 
Наиболее востребованным видом работ, осуществляемых в процессе гидрографической съёмки, и традиционно ассоциируемым с работой специалиста-гидрографа, является батиметрическая съёмка, результатом которой является карта глубин в зоне исследования в электронном или в бумажном виде.
Для проведения гидрографической съемки используется промерный эхолот, который отличается большей точностью от эхолотов предназначенных для рыбалки.
Промерные эхолоты:
| Эхолот  | Частота излучения | Диапазон глубин, м. | Производитель               |
| ------- | ----------------- | ------------------- | --------------------------- |
| ПЭЛ-200 | 235/77 кГц        |                     | Таганрогский завод "ПРИБОЙ" |
| ЭП-0.2Э | 235/77 кГц        | 0.2-200             | Океанприбор                 |
| ПЭЛ-100 |                   | 0,4-100             | Промэлектроника             |